# Rachel Weisz
Rachel Hannah Weisz (ˈreɪtʃəl ˈvaɪs, London, Anglia, 1970. március 7. –) Oscar-, Golden Globe- és BAFTA-díjas magyar-osztrák származású angol színésznő.

## Fiatalkora és családja
Rachel Weisz Londonban született és nőtt fel, és a Cambridge-i Egyetemre járt. Édesanyja, Edith Ruth Teich osztrák származású tanárnő, később pszichoterapeuta. Édesapja George Weisz magyar feltaláló, akinek a családja a náci üldöztetés elől menekült Angliába. George Weisz askenázi zsidó, Edith Weisz egyes források szerint katolikus, más források szerint zsidó vallású. Egy testvére van, Minnie Weisz művész.

## Színészi pályafutása
Weisz számára a kitörési lehetőséget a walesi rendező, Sean Mathias 1995-ös Design For Living című Noel Coward-színdarabja jelentette. Kisebb televíziós szerepek után az első moziszerepét a Láncreakció című filmben kapta Keanu Reeves oldalán. Ezután több angol filmben is szerepelt, 1999-ben pedig szerepet kapott Szabó István A napfény íze című munkájában. A nemzetközi figyelmet A múmia című film hozta meg számára Brendan Fraser oldalán. Később olyan filmekben játszott, mint a Constantine, a démonvadász és Az elszánt diplomata, utóbbiért Oscar- és Golden Globe-díjjal jutalmazták, valamint megkapta a BAFTA-díjat és a Londoni Filmkritikusok díját is.
2006-ban férje, Darren Aronofsky A forrás (The Fountain) című filmjének játszotta a főszerepét, majd a Cannes-i Nemzetközi Filmfesztiválon Arany Pálma-jelölést kapott My Blueberry Nights – A távolság íze című hongkongi-kínai-francia romantikus filmben kapott szerepet. 2009-ben a Komfortos mennyország (The Lovely Bones) című filmben szerepelt, melyet a háromszoros Oscar-díjas Peter Jackson rendezett. A film további szereplői Mark Wahlberg, Susan Sarandon, Saoirse Ronan és Stanley Tucci. A filmmel kapcsolatban Ronan és Tucci alakítását díjazták a kritikusok (utóbbi Oscar-jelölést is kapott), de Weisz alakítását is dicsérték.
Ugyanebben az évben a valaha készült legdrágább spanyol produkciónak, a történelmi témát feldolgozó Agora című alkotásnak játszotta a főszerepét. A 391-ben Egyiptomban játszódó filmet az Oscar-díjas Alejandro Amenábar rendezte, és Weisz Alexandriai Hüpatia, az első ismert matematikusnő szerepében tűnik fel a mozivásznon. Alakítását a Spanyol Filmakadémia Goya-díjra jelölte.

## Magánélete
Darren Aronofsky amerikai filmrendezővel élt együtt 2002 és 2010 között, egy gyermekük van, Henry Chance, aki 2006. május 31-én született New Yorkban. 2010 novemberében a pár bejelentette, hogy különválnak, de fiuk neveléséből mindketten kiveszik a részüket. Aronofskyval történt szakítása után pletykákat lehetett hallani arról, hogy Weisz Daniel Craig brit színésszel találkozgat. Weisz és Craig régóta ismerték egymást, és 2010 decemberében hivatalosan is elismerték kapcsolatukat. 2011. június 22-én egy szűkkörű ceremónia keretében összeházasodtak, ahol csak Weisz fia és Craig lánya volt jelen. Daniel Craiggel egy közös lánya (2018) van.
Nagynénje Kennard Olga (1924–2023) kémikus.

## Filmográfia

### Film
| Év   | Magyar cím                           | Eredeti cím               | Szerep                                      | Magyar hang         | Rendező                 |
| ---- | ------------------------------------ | ------------------------- | ------------------------------------------- | ------------------- | ----------------------- |
| 1995 | Gyilkológép                          | Death Machine             | Junior Executive                            |                     | Stephen Norrington      |
| 1996 | Láncreakció                          | Chain Reaction            | Dr. Lily Sinclair                           | Huszárik Kata       | Andrew Davis            |
| 1996 | Lopott szépség                       | Stealing Beauty           | Miranda Fox                                 | Kiss Erika          | Bernardo Bertolucci     |
| 1997 | Hajlam                               | Bent                      | prostituált                                 |                     | Sean Mathias            |
| 1997 | Végig az úton                        | Going All the Way         | Marty Pilcher                               | Németh Borbála      | Mark Pellington         |
| 1997 | Érzelmek hullámain                   | Swept from the Sea        | Amy Foster                                  | Majsai-Nyilas Tünde | Beeban Kidron           |
| 1998 | Halálos szenvedély                   | I Want You                | Helen                                       | Mezei Kitty         | Michael Winterbottom    |
| 1998 | Három nő háborúban és szerelemben    | The Land Girls            | Ag (Agapanthus)                             | Hámori Eszter       | David Leland            |
| 1999 | A múmia                              | The Mummy                 | Evelyn "Evie" Carnahan                      | Hámori Eszter       | Stephen Sommers (1.)    |
| 1999 | A napfény íze                        | Sunshine                  | Greta Sors                                  | Prókai Annamária    | Szabó István            |
| 1999 |                                      | Tube Tales                | Angela (Rosebud szegmens)                   |                     | Gaby Dellal             |
| 2000 | Gyönyörű teremtmény                  | Beautiful Creatures       | Petula                                      | Ullmann Mónika      | Bill Eagles             |
| 2001 | Ellenség a kapuknál                  | Enemy at the Gates        | Tania Chernova                              | Murányi Tünde       | Jean-Jacques Annaud     |
| 2001 | A múmia visszatér                    | The Mummy Returns         | Evelyn "Evie" Carnahan / Nefertiri hercegnő | Hámori Eszter       | Stephen Sommers (2.)    |
| 2002 | Egy fiúról                           | About a Boy               | Rachel                                      | Huszárik Kata       | Chris Weitz             |
| 2002 | Egy fiúról                           | About a Boy               | Rachel                                      | Huszárik Kata       | Paul Weitz              |
| 2003 | Lépéselőny                           | Confidence                | Lily                                        | Kéri Kitty          | James Foley             |
| 2003 | Faragjunk férfit!                    | The Shape of Things       | Evelyn Ann Thompson                         |                     | Neil LaBute             |
| 2003 | Az ítélet eladó                      | Runaway Jury              | Marlee                                      | Hámori Eszter       | Gary Fleder             |
| 2004 | Irigy kutya                          | Envy                      | Debbie Dingman                              | Kéri Kitty          | Barry Levinson          |
| 2005 | Constantine, a démonvadász           | Constantine               | Angela Dodson / Isabel Dodson / Mammon      | Hámori Eszter       | Francis Lawrence        |
| 2005 | Az elszánt diplomata                 | The Constant Gardener     | Tessa Quayle                                | Major Melinda       | Fernando Meirelles (1.) |
| 2006 | A forrás                             | The Fountain              | Izzi Creo / Izabella királynő               | Hámori Eszter       | Darren Aronofsky        |
| 2006 | Eragon                               | Eragon                    | Saphira (hangja)                            | Kovács Nóra         | Stefen Fangmeier        |
| 2007 | Télbratyó                            | Fred Claus                | Wanda Blinkowski                            | Major Melinda       | David Dobkin            |
| 2007 | My Blueberry Nights – A távolság íze | My Blueberry Nights       | Sue Lynne Copeland                          | Ősi Ildikó          | Vóng Ká-vaj             |
| 2008 | Mindenképpen talán                   | Definitely, Maybe         | Summer Hartley                              | Hámori Eszter       | Adam Brooks             |
| 2008 | Szélhámos fivérek                    | The Brothers Bloom        | Penelope Stamp                              | Hámori Eszter       | Rian Johnson            |
| 2009 | Komfortos mennyország                | The Lovely Bones          | Abigail Salmon                              | Gubás Gabi          | Peter Jackson           |
| 2009 | Agora                                | Agora                     | Alexandriai Hüpatia                         | Hámori Eszter       | Alejandro Amenábar      |
| 2010 | A leleplező                          | The Whistleblower         | Kathryn Bolkovac                            |                     | Larysa Kondracki        |
| 2011 | 360                                  | 360                       | Rose Daly                                   |                     | Fernando Meirelles (2.) |
| 2011 | Álmok otthona                        | Dream House               | Elizabeth 'Libby' Atenton                   | Hámori Eszter       | Jim Sheridan            |
| 2011 | Örvény                               | The Deep Blue Sea         | Hester Collyer                              | Németh Borbála      | Terence Davies          |
| 2012 | A Bourne-hagyaték                    | The Bourne Legacy         | Dr. Marta Shearing                          | Hámori Eszter       | Tony Gilroy             |
| 2013 | Óz, a hatalmas                       | Oz the Great and Powerful | Evanora                                     | Hámori Eszter       | Sam Raimi               |
| 2015 | A homár                              | The Lobster               | rövidlátó nő                                | Kéri Kitty          | Jórgosz Lánthimosz (1.) |
| 2015 | Ifjúság                              | Youth                     | Lena Ballinger                              | Hámori Eszter       | Paolo Sorrentino        |
| 2016 | Akit senki sem ismer                 | Complete Unknown          | Alice Manning                               | Hámori Eszter       | Joshua Marston          |
| 2016 | Fény az óceán felett                 | The Light Between Oceans  | Hannah Roennfeldt                           | Hámori Eszter       | Derek Cianfrance        |
| 2016 | Tagadás                              | Denial                    | Deborah Lipstadt                            | Hámori Eszter       | Mick Jackson            |
| 2017 | Kuzinom, Rachel                      | My Cousin Rachel          | Rachel Ashley                               | Hámori Eszter       | Roger Michell           |
| 2017 | A rabbi meg a lánya                  | Disobedience              | Ronit Krushka                               | Hámori Eszter       | Sebastián Lelio         |
| 2017 | A kegyelem                           | The Mercy                 | Clare Crowhurst                             | Huszárik Kata       | James Marshall          |
| 2018 | A kedvenc                            | The Favourite             | Sarah Churchill                             | Hámori Eszter       | Jórgosz Lánthimosz (2.) |
| 2021 | Fekete Özvegy                        | Black Widow               | Melina Vostokoff / Fekete Özvegy            | Ullmann Mónika      | Cate Shortland          |

### Televízió
| Év   | Magyar cím          | Eredeti cím        | Szerep                    | Megjegyzések                                                                         |
| ---- | ------------------- | ------------------ | ------------------------- | ------------------------------------------------------------------------------------ |
| 1992 |                     | Advocates II       | Sarah Thompson            | tévéfilm                                                                             |
| 1993 | Vörös és fekete     | Scarlet and Black  | Mathilde de la Mole       | - minisorozat - magyar hangja: - Ruttkay Laura                                       |
| 1993 | Trópusi hőség       | Tropical Heat      | Joey                      | 1 epizód                                                                             |
| 1993 |                     | Inspector Morse    | Arabella Baydon           | 1 epizód                                                                             |
| 1994 |                     | Screen Two         | Becca                     | 1 epizód                                                                             |
| 1998 |                     | My Summer with Des | Rosie                     | tévéfilm                                                                             |
| 2010 | A Simpson család    | The Simpsons       | Dr. Thurston (hangja)     | 1 epizód                                                                             |
| 2011 | Nyolcadik oldal     | Page Eight         | Nancy Pierpan             | - tévéfilm - magyar hangja: - Pálfi Kata (1. szinkron) - Hámori Eszter (2. szinkron) |
| 2023 | Két test, egy lélek | Dead Ringers       | Elliot és Beverly Mantle  | - főszereplő - vezető producer                                                       |
| 2023 | Mi lenne, ha…?      | What If...?        | Melina Vostokoff (hangja) | - 1 epizód - magyar hangja: - Ullmann Mónika                                         |

## Díjak és jelölések
- 2006 – Oscar-díj, legjobb női mellékszereplő: Az elszánt diplomata
- 2006 – Golden Globe-díj, legjobb női mellékszereplő: Az elszánt diplomata
- 2006 – BAFTA-díj jelölés, legjobb női szereplő: Az elszánt diplomata
- 2013 – Golden Globe-díj jelölés, legjobb női főszereplő (dráma): Örvény
- 2019 – Oscar-díj jelölés, legjobb női mellékszereplő: A kedvenc
- 2019 – Golden Globe-díj jelölés, legjobb női mellékszereplő: A kedvenc
- 2019 – BAFTA-díj, legjobb női mellékszereplő: A kedvenc
- 2024 – Golden Globe-díj jelölés, legjobb női főszereplő (minisorozat): Két test, egy lélek